# Route touristique des vins du Jura
La route touristique des vins du Jura a été inaugurée en 1990 et s'étend sur près de 80 kilomètres à travers le département du Jura.

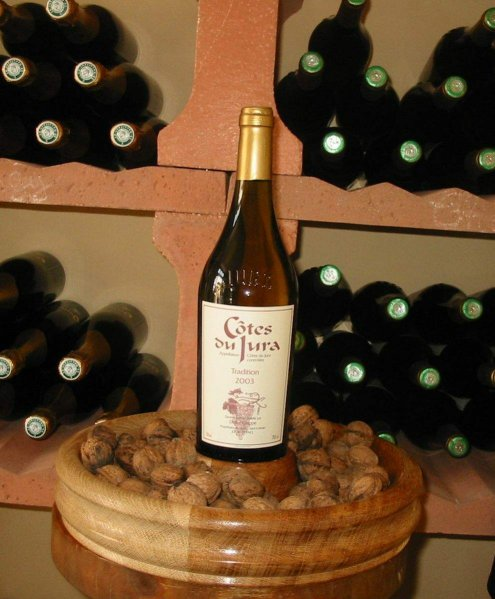
Vin du Jura

## Tourisme

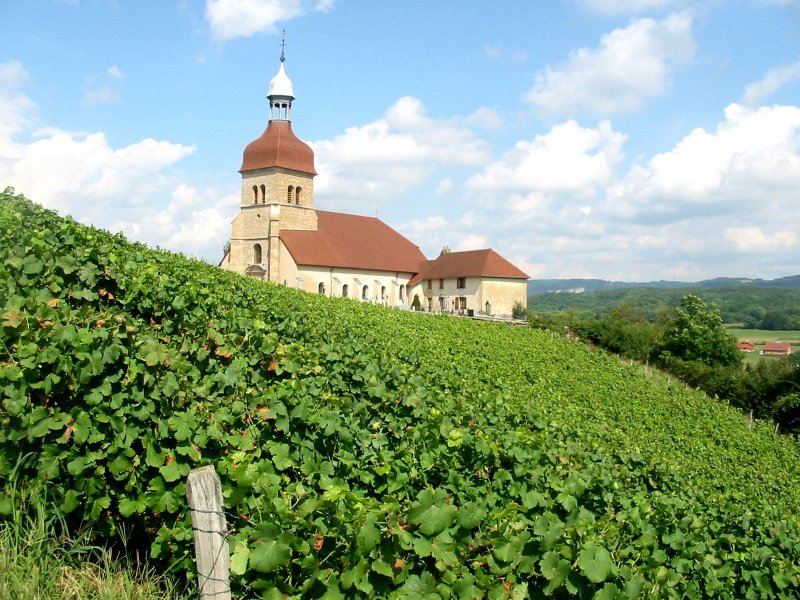
Vignoble Jurassien

Sur 80 km de coteaux, la route œnotouristique des vins du Jura propose des vins d'exception - dont le fameux vin jaune et le vin de paille - , mais aussi un patrimoine riche et varié. Reconnu AOC par le décret du 15 mai 1936. le vin d'Arbois est la première AOC créée en France.
Le Revermont du Jura offre des paysages nombreux de coteaux, de vignes, de reculées (immenses falaises creusées dans le plateau calcaire), de grottes, des cascades. Le patrimoine culturel est dense avec des cités historiques de caractère (Arbois, Poligny), des villages typiques (Pupillin, Château-Chalon) et des sites remarquables (Salines de Salins-les-Bains, Abbaye de Baume-les-Messieurs...).
Arbois abrite la maison-laboratoire de Louis Pasteur où le célèbre savant a travaillé sur les fermentations alcooliques et posé les fondements de l'œnologie moderne. La vigne expérimentale de Louis Pasteur (vigne de Rosières) est toujours en production dans le village de Montigny-les-Arsures.
Près de 140 vignerons ouvrent leurs caveaux à la dégustation des quatre Appellations d'origine contrôlées propres à chaque terroir : Arbois, Château-Chalon, Côtes du Jura et l'Étoile. Chaque année, ils organisent la Percée du vin jaune, grande fête viticole de France.